# Jablonec nad Nisou
Jablonec nad Nisou (Duits: Gablonz an der Neiße) is een statutaire stad in de Tsjechische regio Liberec aan de rivier Neisse. De betekenis van Jablonec nad Nisou is Appelboom aan de Neisse (Tsjechisch: jabloň = appelboom). Jablonec is de belangrijkste stad in het Isergebergte. De stad is met het naburige Liberec verbonden door een streektramlijn.

## Economie
Tot op de huidige dag worden te Jablonec sieraden van vooral glas geproduceerd. In de stad staat ook het bedrijf, dat munten slaat, en wel de officiële Tsjechische kroon. Daarnaast is er enige industrie op het gebied van machinebouw. Het bedrijf Jablotron produceert o.a. alarminstallaties en mobiele telefoons. Verder is er een fabriek van remsystemen voor auto's gevestigd.
Ook het toerisme is, vanwege de ligging tussen bij wandelaars en wintersporters populaire bergstreken, van belang.

## Geschiedenis

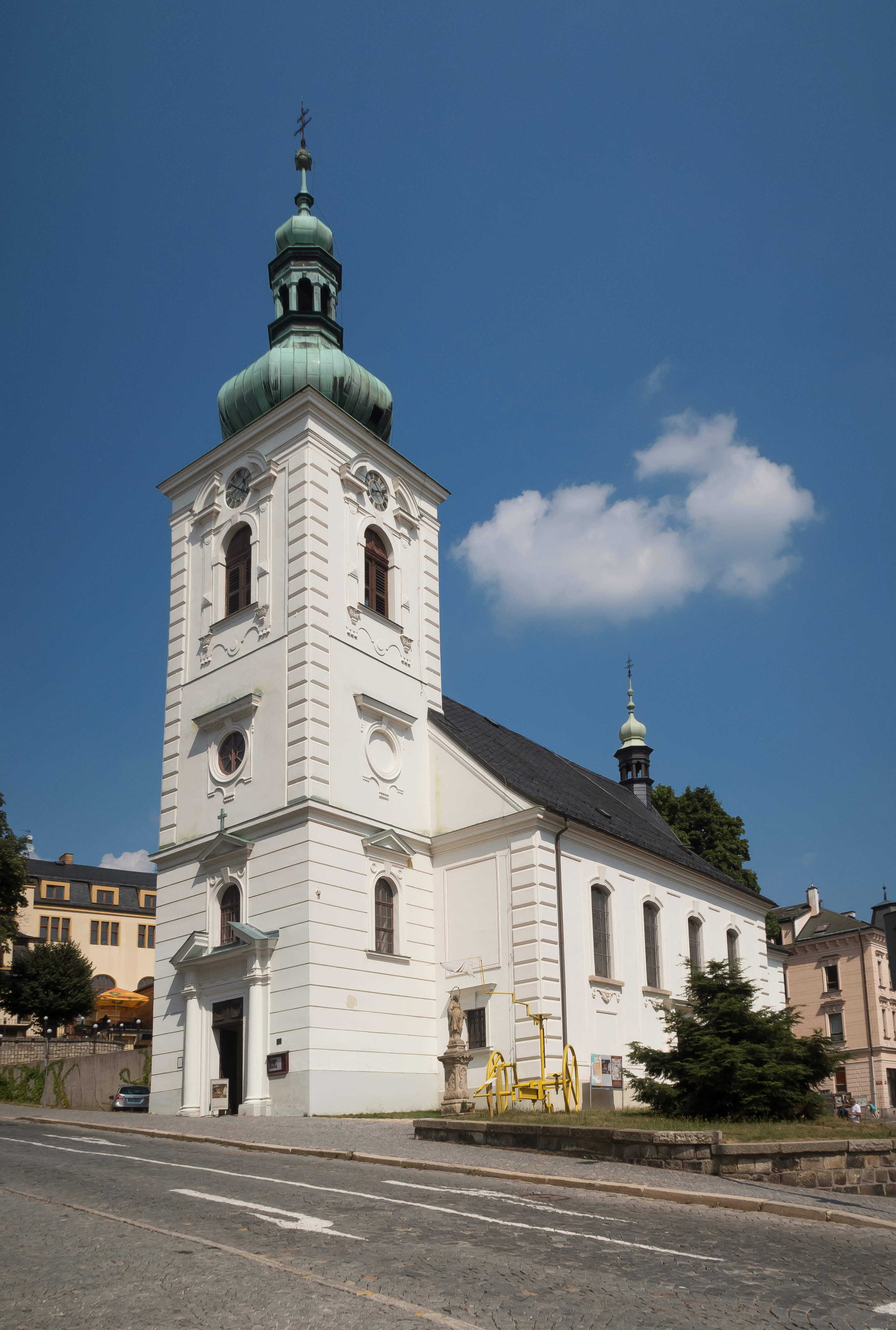
Jablonec nad Nisou, kerk: kostel svatého Anny

Jablonec werd gesticht in de 14e eeuw, de eerste vermelding stamt uit 1356. In Augustus 1496 is heel Jablonec afgebrand door het leger van Lausitz in de oorlog tegen George van Podiebrad (koning van Bohemen). Jablonec kreeg de status van stad op 28 maart 1866 van Frans Jozef.
In de 19e eeuw bloeide de stad op. In Jablonec geproduceerde glasproducten en sieraden werden over heel Europa verspreid. De stad bezit een hieraan gewijd glas- en bijouterieënmuseum.
In oktober 1938 greep Hitler de macht in Sudetenland. Zo ook in Gablonz, want de officiële naam van de stad was nu in het Duits. De meerderheid van de inwoners was Duits. Na de Tweede Wereldoorlog werden de Duitsers uitgezet en vermoord en kwamen de Tsjechen terug naar de stad. De stad werd nu weer Jablonec genoemd. De meeste uitgezette Duitsers gingen wonen in Neugablonz in Kaufbeuren, Beieren en Enns in Opper-Oostenrijk.
In 2012 verkreeg Jablonec nad Nisou de status van Staturaire stad.

## Partnersteden
- Bautzen (Duitsland)
- Zwickau (Duitsland)
- Ronse (België)
- Marsciano (Italië)

## Geboren
- Josef Zasche (1871-1957), architect
- Kurt Victor Karl Mulisch (1892-1957), bankdirecteur, de vader van Harry Mulisch
- Tomáš Janků (27 december 1974), hoogspringer
- Barbora Špotáková (30 juni 1981), speerwerpster
- Gabriela Soukalová (1 november 1989), biatlete
- Markéta Davidová (3 januari 1997), biatlete

## Trivia
- Jablonec nad Nisou is ook bekend van de voetbalclub FK Jablonec; een club die sinds 1994 onafgebroken op het hoogste niveau van het Tsjechische voetbal speelt en haar thuiswedstrijden speelt in het Stadion Střelnice.

Brno · České Budějovice · Chomutov · Děčín · Frýdek-Místek · Havířov · Hradec Králové · Jablonec nad Nisou · Jihlava · Karlsbad (Karlovy Vary) · Karviná · Kladno · Liberec · Mladá Boleslav · Most · Olomouc · Opava · Ostrava · Pardubice · Pilsen (Plzeň) · Praag (Praha) · Přerov · Prostějov · Teplice · Ústí nad Labem · Zlín
Albrechtice v Jizerských horách · Bedřichov · Dalešice · Desná · Držkov · Frýdštejn · Harrachov · 
Jablonec nad Nisou · Janov nad Nisou · Jenišovice · Jílové u Držkova · Jiřetín pod Bukovou · Josefův Důl · Koberovy · Kořenov · Líšný · Loužnice · Lučany nad Nisou · Malá Skála · Maršovice · Nová Ves nad Nisou · Pěnčín · Plavy · Pulečný · Radčice · Rádlo · Rychnov u Jablonce nad Nisou · Skuhrov · Smržovka · Tanvald · Velké Hamry · Vlastiboř · Zásada · Zlatá Olešnice · Železný Brod